# Earthbound Papas
Earthbound Papas è un gruppo musicale fondato dal celebre compositore giapponese di musica per videogames, Nobuo Uematsu e composto da musicisti che lavorano o hanno lavorato come arrangiatori o compositori di musica per videogiochi (in particolare in GDR alla giapponese). La band propone arrangiamenti di tracce musicali composte da Uematsu per alcuni videogiochi (tra i quali spicca la fortunata saga di Square Enix, Final Fantasy) e composizioni originali arrangiate in stile rock progressivo.

## Storia del gruppo
L'annuncio del nuovo progetto si ha nell'aprile 2010 quando viene diffuso un video in cui lo stesso Uematsu comunica che il gruppo avrebbe collaborato alla realizzazione del CD Distant Worlds II  limitatamente agli arrangiamenti in chiave rock di parte della traccia 6, Dancing Mad. Ciò ha fatto seguito all'annuncio ufficiale dello scioglimento dei The Black Mages (a causa dell'indisponibilità a continuare il progetto da parte Kenichiro Fukui e Tsuyoshi Sekito, rispettivamente tastierista e chitarrista della band), di cui gli Earthbound Papas hanno raccolto l'eredità.
L'album di debutto, intitolato Octave Theory, è stato lanciato in Giappone mercoledì 16 marzo 2011 per l'etichetta Dog Ear Records e contiene arrangiamenti di tracce appartenenti alle colonne sonore di Blue Dragon, Lost Odyssey, Guin Saga e Final Fantasy.
Nel 2013 la band cambia formazione sostituendo il batterista Arata Hanyuda con Chihiro Fujioka e annuncia l'uscita del suo secondo album in studio intitolato Dancing Dad prevista per il 1º settembre dello stesso anno. La tracklist contiene arrangiamenti di tracce appartenenti alle colonne sonore di Blue Dragon, Anata Wo Yurusanai, Ultra Dimension Neptune V,  LORD of VERMILION e Final Fantasy oltre a 5 composizioni inedite, 4 delle quali non sono esclusivamente strumentali ma cantate ognuna da un diverso cantante della formazione. Caratteristica dell album è la presenza come special guest di Anthony Charles Dickinson, vincitore del "Metal Hypnotized" Remix/Arrange contest indetto dalla band nell'ottobre 2011.

## Formazione
Oltre a Nobuo Uematsu nella formazione iniziale sono presenti anche altri due ex componenti dei TBM vale a dire il chitarrista Michio Okamiya e Arata Hanyuda alla batteria, quest'ultimo poi sostituito.
- Nobuo Uematsu - organo elettrico e tastiere
- Michio Okamiya - chitarra
- Tsutomu Narita - chitarra e tastiere
- Yoshitaka Hirota - basso
- Chihiro Fujioka - batteria
- CHiCO (from ACE) - voce
- Hiromi Baba - voce
- Yasuo Sasai - voce
- Fubito Endo - voce

Ex membri:
- Arata Hanyuda (batteria)

## Discografia

### Album in studio
- 2011 - Octave Theory
- 2013 - Dancing Dad